# Oswaldia excitata
Oswaldia excitata là một loài ruồi trong họ Tachinidae.